# Adama
Adama är ett insektssläkte. Adama ingår i familjen dvärgstritar.

## Dottertaxa tillAdama, i alfabetisk ordning[1]
- Adama albidorsata
- Adama alticola
- Adama alyattes
- Adama amalthea
- Adama amalthusia
- Adama amanda
- Adama amaryllis
- Adama amazon
- Adama ambiorix
- Adama ammon
- Adama amphiaraus
- Adama amphion
- Adama amphitrite
- Adama anteros
- Adama aurea
- Adama australis
- Adama brunnescens
- Adama buettikeri
- Adama calliger
- Adama chloroticus
- Adama circulifer
- Adama corniger
- Adama dike
- Adama elongata
- Adama fervida
- Adama hobohmi
- Adama horrida
- Adama lifumba
- Adama lulua
- Adama maculithorax
- Adama marmorea
- Adama melichari
- Adama moto
- Adama mueliana
- Adama nymphias
- Adama producta
- Adama pseudonigrus
- Adama rastellus
- Adama spinigera
- Adama strigilis
- Adama strigulatus
- Adama stylata
- Adama superba
- Adama usambarae
- Adama zandeana